# فيورانو كانافيزي
فيورانو كانافيزي هي كومونا تقع في مدينة تورينو الحضرية و تحديدًا في إقليم بيدمونت الإيطالي، والتي تبعد حوالي 45 كيلو مترًا (ما يعادل 28 ميل) عن شمال تورينو.
تحُد فيورانو كانافيزي المقاطعات التالية: مونتالتو دورا،ليسولو،فال دي تشي،إيفريا،بانشيت،بانشيت،ساليرانو كانافيزي،سامون و لورانزي.